# Bolesław Makochan
Bolesław Makochan (ur. 18 czerwca 1919 we Lwowie, zm. ?) – kapitan ludowego Wojska Polskiego.

## Życiorys
Przed II wojną światową należał do aeroklubu we Lwowie. 
W 1940 powołany do RKKA. Na własne życzenie został skierowany do służby w lotnictwie. Trafił do Woroneskiej Szkoły Lotniczej, gdzie ukończył kurs strzelców-radiotelegrafistów. 22 czerwca 1941 po powrocie z urlopu został wcielony do 7 eskadry zwiadowczej. Następnie na froncie leningradzkim w 214 pułku lotniczym latał na Pe-2, w tym czasie też zestrzelił pierwszy niemiecki samolot. Gdy do użytku weszły samoloty Ił-2 został skierowany na przeszkolenie z zakresu obsługi tych maszyn. Po jego zakończeniu został skierowany pod Moskwę, gdzie został ciężko ranny. Po wypisaniu ze szpitala został na własną prośbę skierowany z powrotem do pułku, biorącego w tym czasie udział w operacji stalingradzkiej. Powtórnie ranny, został uznany za czasowo niezdolnego do służby lotniczej i po wyleczeniu skierowany na wykładowcę łączności radiowej do 37 Gwardyjskiej Dywizji Strzeleckiej.
W lipcu 1943 r. na własną prośbę trafił do Sielc nad Oką, do nowo utworzonego Wojska Polskiego. Ze względu na doświadczenie lotnicze skierowany pod Moskwę do 1 pułku lotnictwa myśliwskiego na kurs pilotażu. Z powodu wypadku przy lądowaniu uznany za trwale niezdolnego do służby lotniczej. Skierowany do 6 pułku piechoty na stanowisko dowódcy plutonu łączności. Brał udział w walkach pod Dęblinem i Warką oraz w forsowaniu Wisły. 13 stycznia 1945 roku skierowany do 40 pułku artylerii lekkiej, w którego szeregach brał udział w operacji łużyckiej.
Po wojnie mieszkał w Łodzi. Pracował m.in. jako instruktor w sztabie wojskowym. W 1975 roku wstąpił do PZPR.

## Ordery i odznaczenia
- Krzyż Kawalerski Orderu Odrodzenia Polski – 1986
- Krzyż Walecznych – 1946 (nadany w 1951)
- Medal „Za udział w walkach w obronie władzy ludowej” – 1985
- Medal 10-lecia Polski Ludowej – 1955
- Medal 30-lecia Polski Ludowej – 1974
- Medal 40-lecia Polski Ludowej – 1984
- Medal Zwycięstwa i Wolności 1945 – 1947
- Srebrny Medal „Siły Zbrojne w Służbie Ojczyzny” – 1955
- Brązowy Medal „Siły Zbrojne w Służbie Ojczyzny” – 1951
- Medal „Za udział w walkach o Berlin” – 1972
- Srebrny Medal „Za Zasługi dla Obronności Kraju” – 1988
- Brązowy Medal „Za Zasługi dla Obronności Kraju” – 1971
- Medal Polacy w Szeregach Armii Czerwonej 1941–1945 – 1984
- Odznaka Grunwaldzka – 1946
- Odznaka Uczestnika Pracy Społecznej – 1976
- Odznaka za Zasługi dla Województwa Łódzkiego – 1978
- Srebrna Odznaka „Zasłużony Działacz LOK” – 1974
- Order Wojny Ojczyźnianej I klasy (ZSRR) – 1985
- Medal za Obronę Leningradu (ZSRR) – 1983
- Medal „Za zwycięstwo nad Niemcami w Wielkiej Wojnie Ojczyźnianej 1941–1945” (ZSRR) – 1973